# دریاچه آجی‌نوهور
دریاچه آجی‌نوهور (ترکی آذربایجانی: Acınohur Gölü) یک دریاچه در شهرستان شکی در جمهوری آذربایجان است. این دریاچه در بلندای ۱۰۷ متر (۳۵۱ فوت) بالاتر از سطح دریا واقع شده است.